# Pamendanga superba
Pamendanga superba är en insektsart som först beskrevs av William Lucas Distant 1906.  Pamendanga superba ingår i släktet Pamendanga och familjen Derbidae. Inga underarter finns listade i Catalogue of Life.